# Reflections of My Life
Reflections of My Life ist ein Lied der schottischen Popgruppe The Marmalade. Die Hitsingle wurde im Herbst 1969 veröffentlicht und war weltweit in den Charts. Der Song erreichte den 3. Platz der Britischen Singlecharts, Platz 10 der US Billboard Hot 100 und war in Deutschland auf Platz 20 der Hitparade.
Bis November 1971 verkaufte sich der Titel eine Million Mal, bis heute erreichte Reflections of My Life einen Absatz von mehr als zwei Millionen Stück.
Der Titel ist auch heute immer wieder zu hören und wird häufig repräsentativ für die damalige Zeit verwendet. So wurde er beispielsweise zur Untermalung der Folge zur Apollo-13-Mission aus der Serie Space Cowboys der Space Night verwendet.
Auch in verschiedenen Soundtracks in Film und Fernsehen sowie politischen Kampagnen wie beispielsweise einem TV-Spot der Britischen Regierung zum Karfreitagsabkommen tauchte der Titel auf. Außerdem wurden Teile des Liedtextes im Buch Flying Through Midnight, den Memoiren des Vietnamkrieg-Veterans John T. Halliday, verwendet.

## Coverversionen
Der Song wurde mehrfach gecovert, unter anderem von Kevin Rowland (1999) und Freddy Fender (2003). Eine deutsche Version erschien 1970 von The Buffoons unter dem Titel Wie ein Himmel voller Sterne, 1971 erschien eine französische Fassung der Sängerin Marie mit dem Titel Je suis seule.